# Кашина Сант'Еузебио Инфериоре (Кремона)
Кашина Сант'Еузебио Инфериоре је насеље у Италији у округу Кремона, региону Ломбардија.
Према процени из 2011. у насељу је живело 12 становника. Насеље се налази на надморској висини од 47 м.